# Mauritiuspalm
De mauritiuspalm (Mauritia flexuosa; Spaans: moriche, Portugees: buriti) is een tot 35 m hoge, tweehuizige palm met een kroon van uitgespreide, donkergroene, waaiervormig ingesneden, in omtrek afgeronde bladeren met een diameter van 4 m. De stam is tot 60 cm dik en ringvormig gesegmenteerd door de knopen van afgevallen bladeren.
Vanaf vijf- tot achtjarige leeftijd vormt de palm jaarlijks meerdere, tot 3 m lange, hangende trossen met bloemen. De vrouwelijke palmen vormen na bestuiving vervolgens trossen met steenvruchten. De vruchten zijn 5–7 cm groot en ovaal van vorm. Het uiteinde is enigszins ingedeukt en bedekt met een zwarte, dikke punt. Aan de basis blijven de drie tot vijf driehoekige, hard geschubde, glanzend bruine kelkbladeren behouden. De schil lijkt op een slangenhuid en bestaat uit overlappende, kleine, ruitvormige, geel- tot roodbruine, sterk glanzende, harde schubben die aan de rand en aan de punt donkerder van kleur zijn en in het midden met een donkere lengtegroef zijn bezet. Het vruchtvlees is gelig tot oranje van kleur, tot 5 mm dik, taai-vlezig, enigszins vezelig en zurig-zoet van smaak. Het is olierijk en bevat veel vitamines. De enkele pit is eivormig, houtig, licht gerimpeld, bruin van kleur en circa 4,4 x 3 cm groot.
De vruchten kunnen als handfruit worden gegeten of kunnen circa vijftien minuten in warm water worden gelegd, waarna het vruchtvlees kan worden geconsumeerd. Van het vruchtvlees kunnen frisdranken en palmwijn worden gemaakt. Ook kan er uit het vruchtvlees een plantaardige olie worden geperst die voor het bereiden van gerechten kan worden gebruikt. Gedroogd en vermalen vruchtvlees kan worden gebruikt om gerechten op smaak te brengen. De vruchten zijn tevens bruikbaar als veevoer.
De stammen van de plant kunnen worden gebruikt als bouwmateriaal en de bladeren kunnen dienen als dakbedekking, vlechtmateriaal en leverancier van vezels. Van het zetmeelrijke merg van oudere stammen kan brood worden gemaakt.
De palm komt oorspronkelijk uit het Amazonebekken en het noorden van Zuid-Amerika waar hij groeit in natte gebieden. Hij wordt sporadisch in de rest van tropisch Amerika gekweekt. Er wordt zowel van wilde als geteelde palmen geoogst.

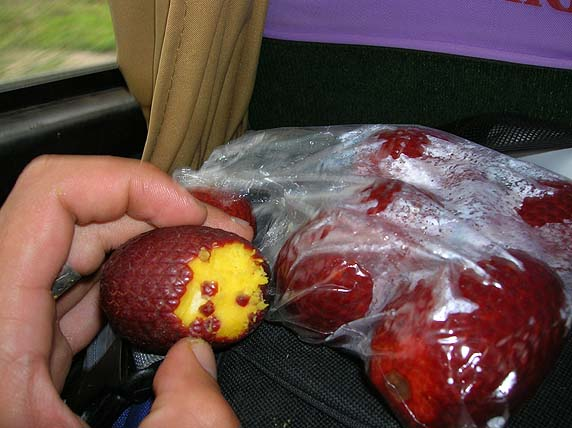
Vrucht met hand ter vergelijking

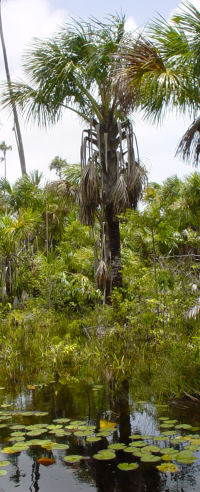
Mauritiuspalm